# Échographie transœsophagienne
Pour les articles homonymes, voir ETO.
L’échographie transœsophagienne (ETO) est un examen complémentaire médical. 
Il s’agit avant tout d’une échographie (méthode d’imagerie par ultrasons). La sonde d’échographie utilisée a la forme d’un tuyau souple qui passe par la bouche puis le pharynx et enfin l’œsophage. Le but principal de cet examen est d’obtenir des images des zones du cœur difficilement accessibles par la technique plus courante de l’échocardiographie transthoracique. Les zones concernées sont principalement l’atrium gauche et la paroi postérieure du ventricule gauche. La visualisation de l'atrium gauche est particulièrement intéressante pour la recherche d’anomalie de cette cavité cardiaque (hypertrophie atriale gauche, présence d’un thrombus intracavitaire).

## Historique
Cette technique est apparue dès la fin des années 1980. La sonde a bénéficié depuis de multiples progrès : de monoplane (ne permettant d'avoir qu'une seule coupe, perpendiculaire à l'axe du fibroscope) puis biplane (deux capteurs orthogonaux) et enfin multiplane (un seul capteur mais dont l'axe peut être modifié par l'examinateur grâce à une molette).
À la fin des années 2000 apparaissent les premières sondes avec capteurs matriciels permettant une visualisation tridimensionnelle du cœur.

## La sonde d'échographie trans-œsophagienne

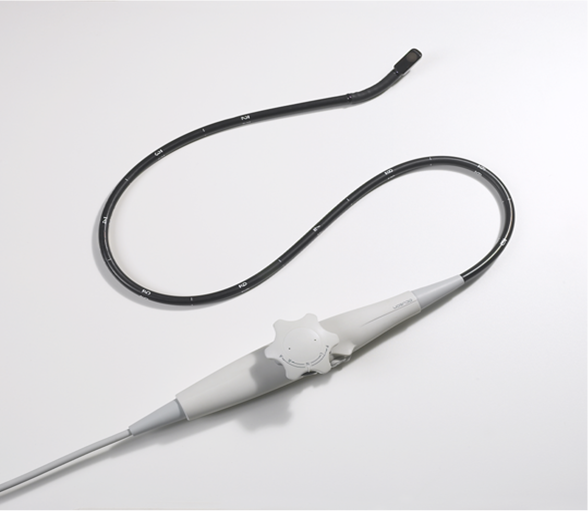
sonde d'échographie trans-œsophagienne

Elle est constituée d'un fibroscope souple et relié à un appareil d'échocardiographie standard.
La sonde comporte deux mollettes permettant d'anguler la tête de la sonde dans des directions orthogonales, ainsi qu'un système permettant de commander l'angle du capteur ultrasonore.
Elle comporte également un capteur de température permettant d'éviter le risque de brûlures, la sonde disjonctant au-delà d'un certain niveau.
Toutes les modalités habituelles d'une échocardiographie sont disponibles : mode TM, doppler pulsé et continu, doppler couleur… Une imagerie tridimensionnelle en temps réel peut être également faite.

## Réalisation

Principe d'une échographie trans-œsophagienne

Le patient est informé de l'examen et doit éventuellement signer un papier attestant qu'une information lui a été donnée sur les risques de celui-ci.
Il est à jeun. Une prémédication peut être donnée (médicament hypnotique léger) mais n'est pas indispensable. Tout dentier est retiré. Une perfusion n'est pas nécessaire pour un examen standard.
Une anesthésie locale est réalisée de la cavité buccale et de l'arrière gorge (pommade et/ou spray anesthésiant). 
L'examen est fait sur un patient allongé sur le côté gauche, ou parfois en position assise. Un "cale-dents", dispositif en plastique empêchant la fermeture de la mâchoire, est mis en place et la sonde est introduite dans la bouche, puis dans l'œsophage du patient par l'examinateur. 
Après la fin de l'examen, la sonde est retirée ainsi que le cale-dents. La sonde est lavée et décontaminée chimiquement avant d'être utilisée pour le patient suivant. 
Le patient doit rester encore à jeun au moins deux heures après la fin de l'examen afin d'attendre que les effets de l'anesthésie locale se terminent et que le risque de fausse route disparaisse.

## Résultats
Les structures postérieures du cœur sont beaucoup mieux visualisées au cours d'une échographie trans-œsophagienne que d'une échographie classique. C'est, en particulier, le cas des valves cardiaques, surtout mitrale et aortique, de l'atrium gauche, de l'aorte thoracique dans toutes ses parties. 
Les ventricules ne sont, en règle générale, pas mieux visualisés qu'au cours d'une échographie transthoracique.
L'échographie trans-œsophagienne peut-être utilisé dans certaines procédures invasives, telles que la fermeture de l'auricule gauche pour vérifier le bon positionnement du dispositif, ou lors de certaines interventions chirurgicales (plastie mitrale ou tricuspide.

## Inconvénients, incidents et accidents
Le principal inconvénient reste son inconfort.
Les incidents sont rares. Dans moins de 5 % des cas, il existe une impossibilité de faire avaler la sonde. Des fausses-routes peuvent survenir avec un risque d'infection des poumons. Un traumatisme de l'arrière-gorge, se manifestant  par un petit saignement, peut survenir si la déglutition de la sonde est difficile.
Les traumatismes de l'œsophage sont rarissimes mais peuvent aller jusqu'à la perforation de cet organe. Elles semblent plus fréquentes dans un contexte d'examen fait sous anesthésie générale pour une procédure cardiaque. Dans ce cas, les lésions  sont très fréquentes (hématomes, lacérations), même si l'évolution en est favorable dans la quasi-totalité des cas.

## Ressources
L'examen a fait l'objet de la publication de plusieurs recommandations. Celles, américaines, concernant les indications, datent de 2007. Celles, européennes, de 2014.